# DFS Habicht
DFS Habicht (hök på tyska) var ett tyskt segelflygplan konstruerat för avancerad flygning. 
Flygplanet konstruerades vid Forschungsanstalt für Segelflug (DFS) av Hans Jacobs. Fyra exemplar var tillverkade när Olympiska spelen i Berlin invigdes 1936. Under ceremonierna runt olympiaden deltog flygplanstypen med spektakulära uppvisningsflygningar över olympiastadion. 
Flygplanets flygegenskaper lovordades av flera piloter, bland annat av segelflygmästarna Hanna Reitsch och Peter Riedel. Före kriget deltog flygplanet i många uppvisningsflygningar runt om i världen, bland annat i 1938 års Cleveland Air-Race. 
Endast ett fåtal flygplan överlevde andra världskriget, ett exemplar finns utställt på ett museum i Paris, ytterligare ett flygande plan fanns i södra Tyskland, men det totalförstördes när hangaren det förvarades i rasade.
Vid segelflygets veteranklubb på Wasserkuppe har man efter att originalritningarna hittats nytillverkat ett flygande exemplar som finns utställt vid segelflygmuseet på Wasserkuppe.